# Corpus Domini
Corpus Domini, även benämnd Corpus Domini al Nomentano, är en kyrkobyggnad i Rom, helgad åt Jesu Kristi heliga lekamen. Kyrkan är belägen vid Via Nomentana i quartiere Nomentano och tillhör församlingen San Giuseppe a Via Nomentana.
Kyrkan förestås av Religiose dell'Eucaristia.

## Historia
Kyrkan uppfördes åren 1886–1889 i nygotisk stil efter ritningar av den belgiske arkitekten Arthur Verhaegen, assisterad av den i Rom aktive Carlo Busiri Vici. Första stenen lades den 31 maj 1886 och kyrkan konsekrerades den 18 juni 1889.
Fasadens storform har en spetsbåge som inlemmar portalbyggnaden och tre spetsbågefönster. Ovanför portalen finns en lynett med en mosaik med en gyllene kalk och tre hostior.
Den treskeppiga interiören avdelas av kolonner i granit. Interiören har fresker av Virginio Monti och Eugenio Cisterna.